# Minneola, Kansas
Minneola är en ort i Clark County i Kansas. Vid 2010 års folkräkning hade Minneola 745 invånare.